# Kathedrale St. Scholastika

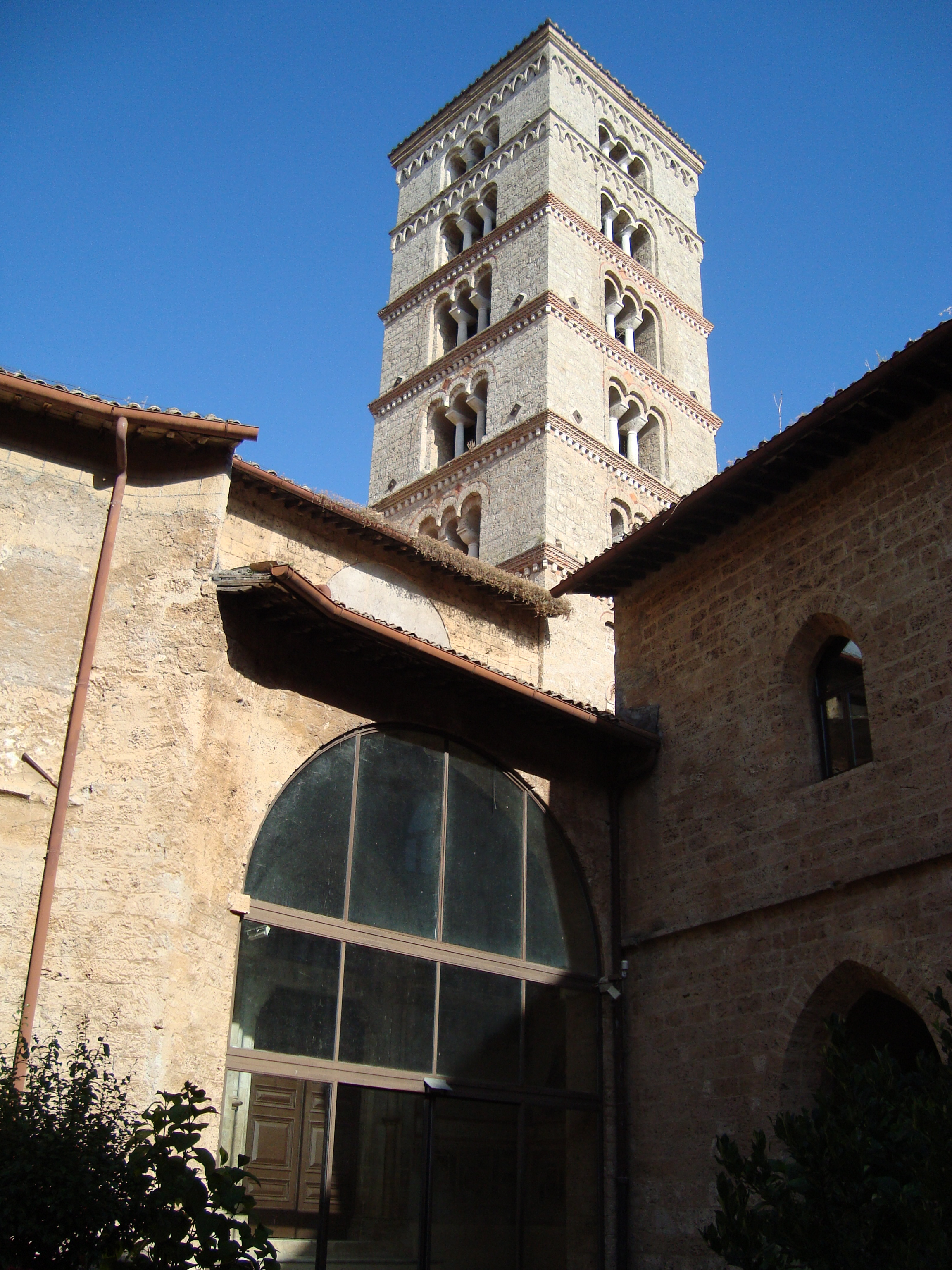
Kathedrale St. Scholastika

Die Kathedrale St. Scholastika (italienisch Cattedrale di Santa Scolastica) ist die Abteikirche des gleichnamigen Klosters, das sich etwas außerhalb des Ortskerns von Subiaco in der Region Latium befindet, und Sitz der Territorialabtei Subiaco, die der Sublacense-Kongregation des Benediktinerordens angehört. Sie trägt den Titel einer Basilica minor.

## Geschichte
Die heutige Kathedrale steht an der gleichen Stelle wie vier frühere Gotteshäuser: Das älteste war das Oratorium des Klosters San Silvestro, das Anfang des 6. Jahrhunderts vom heiligen Benedikt gegründet wurde und im 9. Jahrhundert seinen Namen in Kloster der Heiligen Benedikt und Scholastika änderte und mit einer neuen und größeren Kirche neben der vorherigen ausgestattet wurde. An derselben Stelle wurde im 10. Jahrhundert eine neue Kirche im romanischen Stil gebaut, die von Papst Benedikt VII. am 4. Dezember 980 geweiht wurde und im 14. Jahrhundert im gotischen Stil umgebaut wurde, wobei von einer einschiffigen Struktur ausgegangen wurde, die in einer rechteckigen Apsis endet.
In der zweiten Hälfte des 17. Jahrhunderts wurde die Kirche ausgehend des Abtes Kardinal Giovanni Francesco Banchieri (der bei seinem Tod 1763 eine große Summe für diesen Zweck hinterließ) einer umfangreichen Restaurierung im klassizistischen Stil unterzogen. Die Arbeiten unter Giacomo Quarenghi begannen im Mai 1770 und wurden 1773 abgeschlossen; die Kirche wurde jedoch erst am 13. Oktober 1776 von Kardinal Carlo Rezzonico geweiht. Die Apsis wurde 1852 nach einem Entwurf von Giacomo Monaldi gebaut.
Am 28. Januar 1876 entzog Papst Pius IX. der Abteikirche den Status einer Kathedrale und verlieh ihn der im Zentrum von Subiaco gelegenen Kirche St. Andreas; diese Entscheidung wurde 1892 vom Heiligen Stuhl und 1901 endgültig vom italienischen Staat widerrufen. Die zwischenzeitliche Kathedrale St. Andreas, die 1952 den Rang einer Basilica minor erhielt, wurde zur Konkathedrale. Zwischen 1961 und 1962 wurden bei der Erneuerung des Fußbodens der Kathedrale archäologische Ausgrabungen des Oratoriums aus dem 6. Jahrhundert durchgeführt sowie Nischen geöffnet. Die Kirche wurde 1971 von Papst Paul VI. und 1980 von Papst Johannes Paul II. besucht.

## Architektur
Die Kathedrale überblickt den zweiten Kreuzgang des Klosters Santa Scolastica, der unregelmäßig geformt ist und als gotischer Kreuzgang bezeichnet wird, da sich auf der gegenüberliegenden Seite der Kirche ein großer gotischer Bogen aus dem 15. Jahrhundert befindet. Die Fassade ist immer noch gotisch mit einem geraden Abschluss und lässt noch die im 18. Jahrhundert geschlossene Fensterrosette erkennen. Wenige Stufen führen zum spitzbogigen Portal, dem einige Stufen vorausgehen, wobei sich der Kreuzgang mit einem großen Rundbogen öffnet. Die Wand um die Tür herum ist mit Fresken aus dem 14. Jahrhundert verziert, die Episoden aus dem Leben des heiligen Benedikt darstellen.
Das Portal liegt nicht in der Längsachse der Kathedrale, sondern ist aufgrund des rechts davon befindlichen romanischen Glockenturms, an dessen Fuß sich der Eingang der Mönche befindet, deutlich nach links verschoben. Der Glockenturm hat einen quadratischen Grundriss und stammt aus den Jahren 1052–1053; ursprünglich war er mit einer hohen pyramidenförmigen Spitze bedeckt, die im 17. Jahrhundert abgerissen wurde.

## Ausstattung

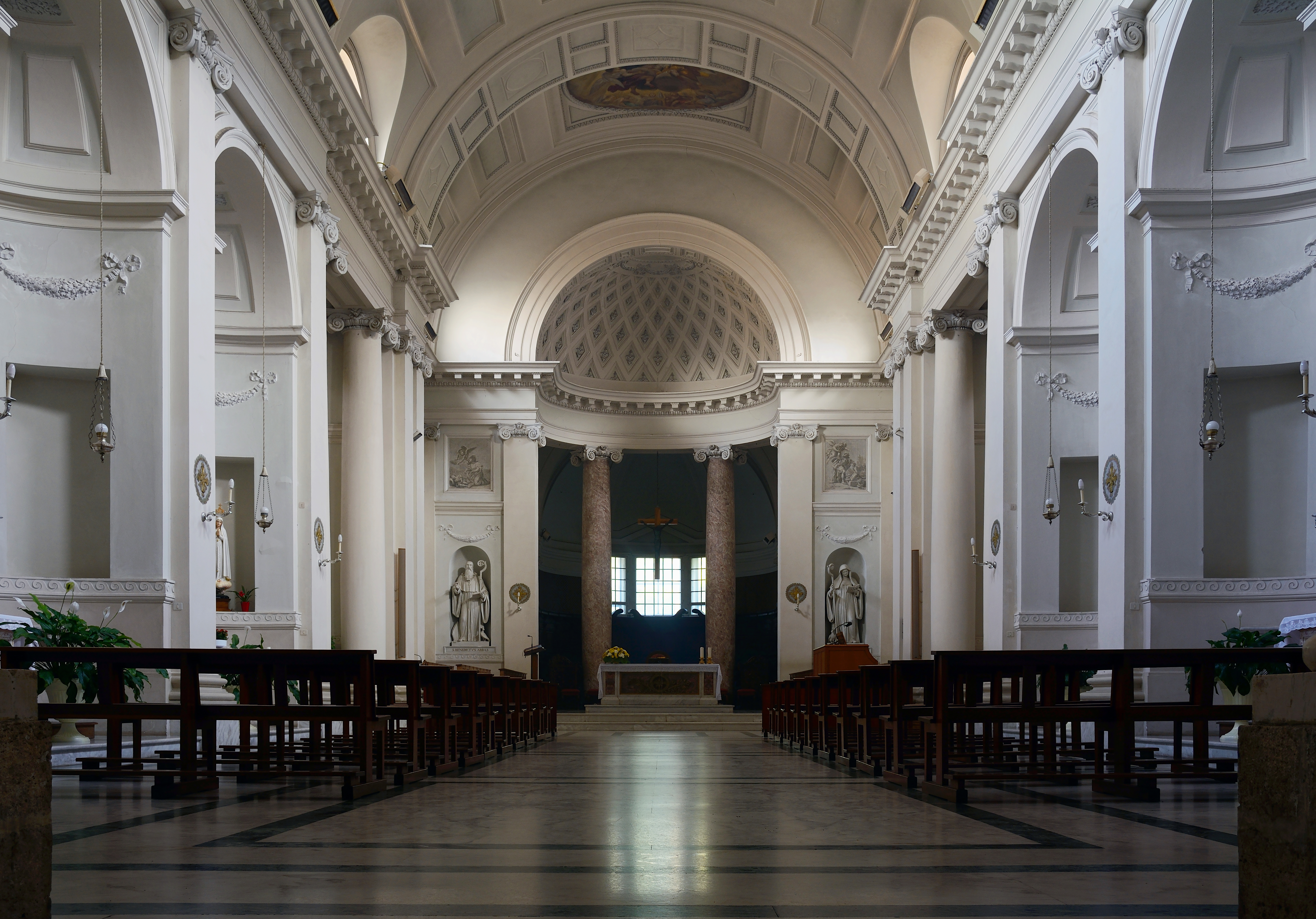
Innenraum

Das Innere der Kathedrale ist im klassizistischen Stil gehalten, der fast vollständig auf die Restaurierungen von 1770–1773 unter der Leitung von Giacomo Quarenghi zurückzuführen ist, der sich von der Architektur von Andrea Palladio und insbesondere von der Basilika San Salvador in Venedig inspirieren lassen wollte, um der Architektur einen edlen und strengen Charakter zu verleihen.
Der Saal besitzt ein Tonnengewölbe und wird von vier halbkreisförmigen Fenstern auf jeder Seite beleuchtet; unterhalb befinden sich vier Seitenkapellen: die ersten drei halbkreisförmig, mit einem Marmoraltar, der von einem zwischen zwei leeren viereckigen Nischen platzierten Altarbild überragt wird. Die Kapellen auf der rechten Seite sind den Heiligen Kosmas und Damian, dem Schutzengel, dem Heiligen Hieronymus und der Jungfrau Maria gewidmet, ihr Altarbild von Marcello di Piacenza aus dem Jahr 1577 stellt die Madonna mit dem Ring der Heiligen Heliodonia dar. Die Kapellen auf der linken Seite sind den Heiligen Abt Mauro, Gregor dem Großen, dem Apostel Andreas und dem Allerheiligsten Sakrament gewidmet (mit Leinwandgemälden der Heiligen Anatolien und Audace von Antonio Concioli, datiert 1775). An der Gegenfassade rahmt ein großer Rundbogen den Chor aus polychromem Marmor ein, der auf toskanischen Säulen aus Neros Villa in Sublacense ruht. Der Chor ist etwas höher als der Rest der Kirche; der Apsisbogen wird von den 1852 von Ercole Dante geschaffenen Gipsstatuen des heiligen Benedikt und der heiligen Scholastika flankiert, die sich in zwei Doppelnischen befinden. Zu beiden Seiten des Chors befinden sich zwei Reihen von Holzgestühlen, die den Chor bilden, den die Mönche während der liturgischen Feiern benutzen. Der unter dem Apsisbogen platzierte Hochaltar ist aus polychromem Marmor mit aufgetragenen goldenen Verzierungen und wird von einem Kruzifix mit einem Holzkreuz und Christus in Bronze von Enzo Assenza (1975) überragt.
An der Rückwand des Chors befindet sich die halbkreisförmige Apsis, die in der zweiten Hälfte des 19. Jahrhunderts nach einem Entwurf von Giacomo Monaldi errichtet wurde, der zur Verbindung des Chors des 17. Jahrhunderts mit der Kirche eine ähnliche Lösung wie die Basilika Il Redentore von Palladio, ein halbkreisförmiges, auf ionischen Säulen ruhendes Becken, fand; in der ursprünglichen Anordnung von Quarenghi erfolgte der Zugang zum Chor durch eine Öffnung, die so breit wie dieser und rechteckig war und an den Seiten von zwei Säulen eingerahmt wurde. Der tiefe Chor endet wiederum mit einer halbkreisförmigen Apsis, in deren Mitte sich ein großes Fenster öffnet, das über dem hölzernen Chorgestühl angebracht ist.